# Jaap Schouten (onderwijskundige)
Jaap Schouten (Schiedam, 20 september 1936 - Nieuw-Vennep, 22 januari 2023) was een Nederlands biologieleraar en emeritus hoogleraar onderwijskunde. Hij was de bedenker van Leefstijl, een onderwijsprogramma voor sociaal-emotionele ontwikkeling. 
Schouten overleed in januari 2023 op 86-jarige leeftijd.

## Publicaties
- 'Met krijt aan de vingers', (2005)